# Čolek sardinský
Čolek sardinský (Euproctus platycephalus) je druh obojživelníka z čeledi mlokovitých. Je to endemický druh, který žije pouze na italském ostrově Sardinie.
Přirozeným prostředím tohoto druhu jsou lesy a křovinatá území středomořského typu, řeky, sladkovodní bažiny, vnitrozemské krasové oblasti, jeskyně a rybníky. Druh je ohrožen ztrátou přirozeného prostředí.